# Gorje
Gorje là một khu tự quản (tiếng Slovenia: občine, số ít – občina) trong vùng Gorenjska của Slovenia. Gorje có diện tích 116.2 km2, dân số là theo điều tra ngày 31 tháng 3 năm 2002 là 2856 người. Thủ phủ khu tự quản Gorje đóng tại Zgornje Gorje.